# Karl-Heinz Pahling

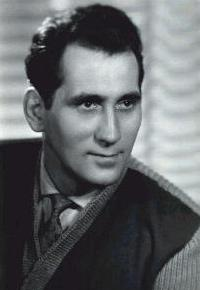
Karl-Heinz Pahling kurz nach der Haftentlassung, ca. 1962

Karl-Heinz Pahling (* 5. Februar 1927 in Vinzelberg; † 16. März 1999 in Uchtspringe) war einer der Streikführer beim Volksaufstand des 17. Juni 1953 in der Deutschen Demokratischen Republik. Er wurde verhaftet und zu 10 Jahren Zuchthaus verurteilt. Im November 1960 wurde er entlassen, aber erst nach dem Ende der DDR vollständig rehabilitiert.

## Leben
Karl-Heinz Pahling war der Sohn eines Stellmachers der Bahn. Er wuchs in Stendal auf, wo er auch die Schule besuchte. Kurz vor Ende des Zweiten Weltkriegs wurde er als 17-Jähriger eingezogen und geriet in amerikanische Kriegsgefangenschaft. 1947 wurde er entlassen, 4 Jahre später kehrte er in seine Heimatstadt zurück, die inzwischen zur DDR gehörte. Er nahm eine Arbeit als Gleisbauer bei der Bau-Union der Deutschen Reichsbahn an, die ihn auch in die Gegend von Niemegk und Belzig führte, wo am 16. Juni 1953 die ersten Nachrichten über Unruhen im Land durchsickerten.

## Der Streikführer Karl-Heinz Pahling
Auf dem Gelände der Ziegelei in Niemegk versammelten sich in den frühen Morgenstunden des 17. Juni 1953 die Gleisbauarbeiter der Deutschen Reichsbahn. Sie solidarisierten sich mit den Forderungen der streikenden Bauarbeiter in Berlin und beschlossen, eine Abordnung mit ihren Forderungen zur SED-Kreisleitung nach Belzig zu schicken. Nach und nach schlossen sich die Arbeiter der Ziegelei und große Teile der Bevölkerung von Niemegk der Demonstration an. Es formierte sich ein Demonstrationszug von ca. 1000 Personen, der sich zu einer Kundgebung auf dem Marktplatz begab. Hier beschlossen die Demonstranten, um 14:00 Uhr geschlossen nach Belzig zu fahren, um mit einem Demonstrationsmarsch durch die Stadt ihren Forderungen Nachdruck zu verleihen.
Der 26-jährige Gleisbauarbeiter Karl-Heinz Pahling, dem größten Teil seiner Kollegen unter dem Spitznamen „Tom Brack“ bekannt, wurde in das vierköpfige Streikkomitee gewählt. Dieses stellte einen Forderungskatalog zusammen, den eine Abordnung des Komitees dem Rat der Stadt Belzig überbringen sollte. Die Forderungen der Arbeiter beinhalteten unter anderem:
- Haftentlassung ihrer wegen politischer Vergehen verurteilten Arbeitskollegen der Bau-Union
- Herabsetzung der Normen
- Abschaffung des Spitzelsystems
- freie Wahlen und Abzug aller Besatzungstruppen in ganz Deutschland

Karl-Heinz Pahling verblieb zunächst bei den wartenden Demonstranten in Niemegk. Doch es wurden immer mehr Stimmen laut, die eine Fortsetzung der Demonstration direkt in Belzig zur Unterstützung der Forderungen verlangten.
Pahling fühlte sich für die Organisation des Demonstrationszuges verantwortlich. Er organisierte einen aus offenen Güterwaggons bestehenden Sonderzug, beschaffte einen geschlossenen Waggon für die Teilnahme zweier Schulklassen, formierte den Demonstrationszug in Belzig, verhinderte Ausschreitungen gegen SED-Funktionäre, verhandelte mit dem sowjetischen Kommandeur eines Mannschaftswagens, dessen Besatzung den Demonstrationszug in Höhe der Wiesenburger Brücke unter Abgabe von Warnschüssen sprengen wollte, und forderte daraufhin Geleitschutz für die Demonstranten durch die Kasernierte Volkspolizei (KVP). Vor dem Rat des Kreises Belzig vereinigte sich der Demonstrationszug aus Niemegk mit den demonstrierenden Bauern aus der Umgebung und Teilen der Belziger Bevölkerung. Karl-Heinz Pahling erläuterte von einer Mauer herab den Demonstranten noch einmal die 19 Punkte umfassenden Forderungen. Danach begab er sich mit einer Verhandlungsdelegation in den Rat des Kreises. Nach dem Eintreffen weiterer sowjetischer Mannschaftswagen wurde die Delegation von zwei sowjetischen Offizieren aus dem Rat verwiesen. Die Demonstranten wurden aufgefordert, den Platz vor dem Rat zu räumen, und Pahling gab ihnen bekannt: „Die Russen haben uns rausgeschmissen.“

## Die Verurteilung
Er konnte sich einige Tage verstecken, bevor er am 25. Juni 1953 festgenommen und in das Untersuchungsgefängnis in Potsdam gebracht wurde. Über Monate wusste er nicht, wo er sich befindet, da er mit verschlossenen Augen in das Gefängnis gebracht wurde und ihn niemand über seinen Aufenthaltsort aufklärte.
Als einziger des vierköpfigen Streikkomitees wurde er am 19. August 1953 vom I. Strafsenat des Bezirksgerichts Potsdam wegen Verbrechens nach Artikel 6 der Verfassung der DDR zu einer Freiheitsstrafe von 10 Jahren Zuchthaus verurteilt. Damit erhielt er die höchste Freiheitsstrafe, die im Bezirk Potsdam im Zusammenhang mit den Ereignissen des 17. Juni 1953 ausgesprochen wurde. Trotz mehrerer Gnadengesuche wurde Karl-Heinz Pahling erst am 19. November 1960 aus dem Zuchthaus Brandenburg entlassen.

## Nach der Entlassung

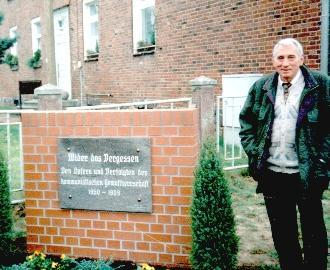
Karl-Heinz Pahling bei der Einweihung der Gedenktafel vor der JVA Brandenburg im Oktober 1996

Nach seiner Haftentlassung blieb er aus familiären Gründen in der DDR und ging nach Stendal zurück. Im Jahre 1962 heiratete er seine Frau Karin. Sohn Peer wurde 1963 geboren, Tochter Regina wurde 1968 geboren.
In der Wendezeit 1989 entschied er sich erneut, sich gegen das Unrechtsregime zu stellen und nahm an Demonstrationen und Veranstaltungen gegen das SED-Unrechtsregime teil. Er war Mitbegründer der SPD in seinem Heimatort und verschiedener Vereinigungen ehemaliger politischer Gefangener in der ehemaligen DDR. Darüber hinaus hielt er Kontakt zu verschiedenen Organisationen politischer Gefangener in der ganzen Welt und gab seine Erlebnisse und Erfahrungen in zahlreichen Veranstaltungen in ganz Europa und in verschiedenen Presseartikeln weiter.
Im Jahre 1991 wurde Karl-Heinz Pahling vom Bezirksgericht Potsdam (1 BRH 1117/90) vollständig rehabilitiert.
Er blieb bis zu seinem plötzlichen Tod am 16. März 1999 ein engagierter und mahnender Zeitzeuge.